# Petite Solange
Pour plus de détails, voir Fiche technique et Distribution.
Petite Solange est un film français réalisé par Axelle Ropert, sorti en 2021.

## Synopsis
À Nantes, de nos jours, Solange Maserati est une collégienne adolescente de 13 ans intelligente mais hypersensible, solitaire et introvertie. Elle vit avec son frère, Romain, étudiant de 21 ans et ses parents, Antoine, qui dirige un magasin de lutherie et Aurélia, actrice de théâtre. Cette famille, d'un milieu culturel élevé et sans problèmes particuliers devrait être un cocon protecteur et enrichissant pour Solange, mais un malaise diffus plane sur les relations entre ses membres. Les rapports semblent artificiels, la communication absente.
Solange repère plusieurs indices qui lui font deviner que tout ne va plus très bien dans le couple parental qui vient de fêter ses 20 ans de mariage. Elle voudrait des explications mais tout le monde lui ment. Son frère choisit la fuite devant le climat devenu étouffant et part en Espagne suivre ses études. Profondément perturbée, Solange décroche à l'école, et quand elle apprend que la maison familiale est mise en vente sans que personne lui en ait parlé, elle perd pied et dérive dans l'inconnu.

## Fiche technique
- Titre : Petite Solange
- Réalisation : Axelle Ropert
- Scénario : Axelle Ropert
- Photographie : Sébastien Buchmann
- Costumes : Delphine Capossela
- Décors : Valentine Gauthier Fell
- Son : Laurent Gabiot
- Montage : Héloïse Pelloquet
- Musique : Benjamin Esdraffo
- Société de production : Aurora Films
- Société de distribution : Haut et Court
- Pays de production :  France
- Format : couleur
- Genre : drame
- Durée : 86 minutes
- Dates de sortie :
  - Suisse : 6 août 2021 (Festival de Locarno)
  - France : 2 février 2022

## Distribution
- Jade Springer : Solange Maserati
- Léa Drucker : Aurélia Maserati
- Philippe Katerine : Antoine Maserati
- Grégoire Montana : Romain Maserati
- Chloé Astor : Gina
- Marthe Léon : Lili
- Léo Ferreira : Arthur

## Distinctions

### Sélections
- Festival international du film de Locarno 2021 : en compétition internationale[1]
- Le film obtient le prix Jean-Vigo en 2021.